# إيك داي
إيك داي (بالإنجليزية: Ike Day)‏ هو عازف جاز أمريكي، ولد في 1925، وتوفي في 1958.